# Собор Воскресения Христова (Луга)
Собо́р во и́мя Воскресе́ния Христо́ва — православный каменный собор  XIX века в русском стиле, расположенный в городе Луга Ленинградской области. Обиходное название храма — Воскресенский собор.

## История
Сооружён по инициативе горожан на частные пожертвования по проекту архитекторов Г. И. Карпова и В. В. Виндельбандта. Комитет по постройке возглавлял городской староста купец А. И. Болотов. В 1873 году был заложен первый камень фундамента. Строительство ведётся 14 лет. Окончательно работы были завершены в 1887 г. Освящён 20 сентября (3 октября) 1887 года. Храм возведен трехпрестольным: центральный престол — Воскресения Христова; северный придел — Успения Пресвятой Богородицы; южный придел — Святого апостола и евангелиста Иоанна Богослова. Освящение южного придела совершил святой праведный Иоанн Кронштадтский 12 ноября 1896 года. 6 (19) августа 1900 года на Божественной литургии в Воскресенском соборе присутствовал император Николай II с семьей и свитой.
После учреждения Лужского викариатства в июле 1917 года стал кафедральным собором. 30 июля 1917 года архиепископ Петроградский и Гдовский св. Вениамин (Казанский) возглавил в соборе хиротонию первого епископа Лужского — Артемия (Ильинского).
Официально закрыт с 13 мая 1938 года, передан под кинотеатр. Все его священнослужители: три протоиерея во главе с настоятелем Захарией Бочениным, протодиакон, диакон и псаломщик, стали жертвами Большого террора. Они были арестованы в ноябре 1937 года и все (кроме диакона Леонида Студийского, приговорённого к 10 годам лагерей и скончавшегося в марте 1938 года) расстреляны под Ленинградом 14 декабря 1937 года Одновременно расстреляли старосту, председателя ревкомиссии и сторожа собора. Использовался под танцплощадку, в период оккупации 1941—1944 годов занят немецкой частью, в 1980-е планировалось использовать под краеведческий музей. Описан в стихотворении Зои Эзрохи «Божья церковь» (1975).
18 июля 1991 года собор возвращен православной церкви. В настоящее время ведутся ремонтно-восстановительные работы, проводятся регулярные богослужения с Пасхи 2014 г.

## Архитектура
В 1870 г. был утвержден проект архитектора В. В. Виндельбандта, согласно которому предполагалось построить пятиглавый храм в русском стиле. Из-за недостатка средств проект был переработан архитектором Г. И. Карповым и был утвержден в 1882 г. Пятиглавие заменено на одну большую главу в окружении 8 малых главок, уменьшена колокольня, убрана большая часть наружных украшений. Представляет собой четырёхстолпную однокупольную постройку с трёхъярусной колокольней, завершения купола и колокольни шатровые. До революции на колокольне храма помещались 12 колоколов. Самый большой колокол, отлитый с присадкой серебра, весил 490 пудов.

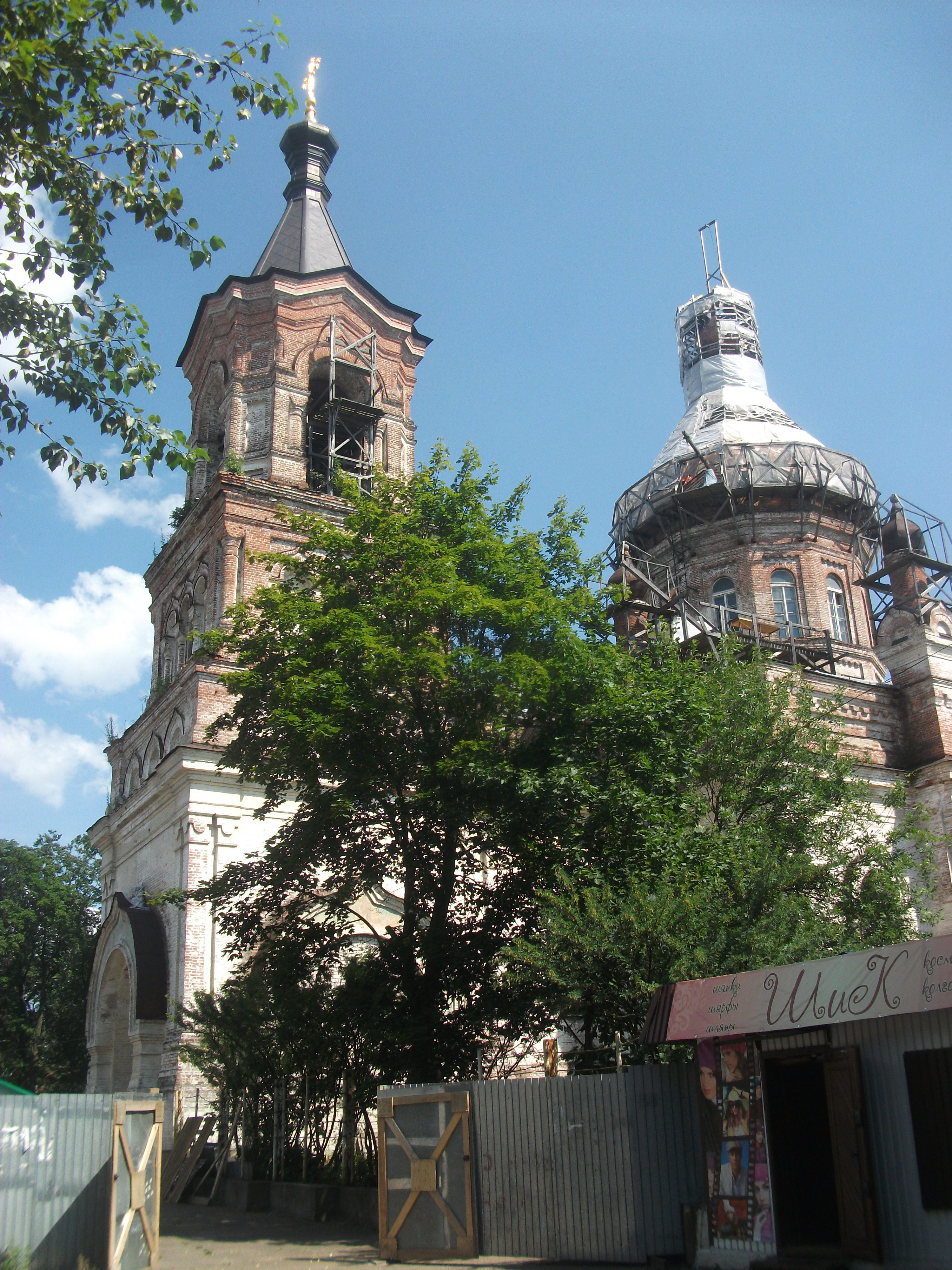
Собор Воскресения Христова, современное состояние (2014 год)

## Святыни

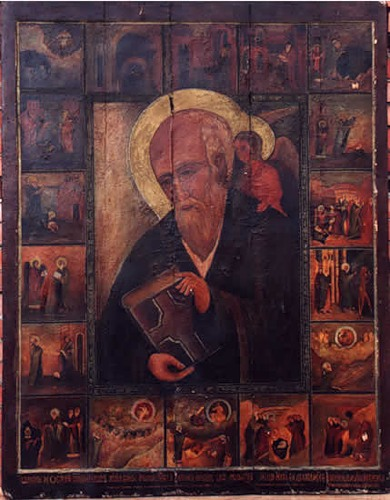
Икона св. ап. и ев. Иоанна Богослова (XV век).
В соборе хранится точный список.

Икона Божьей Матери Печерской (в настоящее время находится в Казанском соборе г. Луга), образ Успения Божьей Матери с ликами Спасителя, св. Иоанна Предтечи и апостолов, точный список с Чудотворной Череменецкой иконы св. Иоанна Богослова.